# اولد (فیلم)
اولد (به انگلیسی: Old) یک فیلم دلهره‌آور و وحشت جسمی آمریکایی به کارگردانی، نویسندگی و تهیه‌کنندگی ام. نایت شامالان که براساس رمان گرافیکی قلعه شنی اثر پیر اسکار لوی و فردیک پیترز، ساخته شده است.
نمایش افتتاحیه فیلم در ۱۹ ژوئیه ۲۰۲۱ و در نیویورک سیتی بود و سپس در ۲۳ ژوئیه در ایالات متحده اکران شد. اولد با واکنش‌های ضد و نقیض منتقدان روبرو شد، و ۹۰ میلیون دلار در سراسر جهان فروش کرد در حالی که ۱۸ میلیون دلار بودجه ساخت آن بوده است. 

## بازیگران
- گائل گارسیا برنال در نقش گای کاپا، یک مأمور بیمه که با پریسکا ازدواج کرده است.
- ویکی کریپس در نقش پریسکا کاپا، یک متصدی موزه که تومور معده دارد و با گای ازدواج کرده است.
- روفس سوئل در نقش چارلز، یک پزشک مبتلا به اسکیزوفرنی که با کریستال ازدواج کرده است.
- الکس وولف و ایمان الیوت در نقش ترنت کاپا، پسر گای و پریسکا و برادر کوچک مادوکس.
- توماسین مک‌کنزی و امبت دیویتس در نقش مادوکس کاپا، دختر گای و پریسکا و خواهر بزرگ ترنت.
- ابی لی کرشا در نقش کریستال، همسر چارلز، مادر کارا و عروس اگنس که دچار هیپوکلسمی است.
- الیزا اسکانلن در نقش کارا، دختر چارلز و کریستال.
- نیکی آموکا-برد در نقش پاتریشیا کارمایکل، روان‌شناس مبتلا به صرع متأهل با جارین.
- کن لئونگ در نقش جارین کارمایکل، پرستار و شوهر پاتریشیا.
- آرون پیر در نقش برندان، رپر مبتلا به هموفیلی

## تولید
در اکتبر ۲۰۱۹ اعلام شد که ام. نایت شامالان در حال همکاری با یونیورسال پیکچرز برای انتشار دو فیلم مهیج جدید است که شامالان آن‌ها را می‌نویسد، تهیه و کارگردانی می‌کند.
در ماه مه سال ۲۰۲۰، الیزا اسکانلن، توماسین مکنزی، آرون پیر، الکس وولف و ویکی کریپس برای پیوستن به بازیگران وارد مذاکره شدند. بازیگران آن‌ها ماه آینده تأیید می‌شود و همراه با ابی لی کرشا، نیکی آموکا-برد و کن لئونگ به بازیگران اضافه می‌شوند. گائل گارسیا برنال در ماه ژوئیه به این تیم ملحق می‌شود. در اوت سال ۲۰۲۰، روفس سوئل، امبت دیویتس و ایمان الیوت به جمع بازیگران فیلم پیوستند.
روند ساخت و فیلمبرداری این فیلم در استودیوهای پاین‌وود دومینیکن (studio services) ساحل ال واله (Playa El Valle) استان سامانا واقع در کشور جمهوری دومینیکن ساخته شده است.

### فیلمبرداری
فیلمبرداری اصلی همراه با فاش شدن عنوان فیلم در تاریخ ۲۶ سپتامبر سال ۲۰۲۰ رسماً آغاز شد.

## انتشار
این فیلم در تاریخ ۲۳ ژوئیه ۲۰۲۱ اکران شد. در ابتدا قرار بود در ۲۶ فوریه همان سال اکران شود اما به دلیل دنیاگیری کووید-۱۹ به تأخیر افتاد.